# Build Me Up Buttercup
"Build Me Up Buttercup" är en låt skriven av Tony Macaulay och Mike d'Abo som ursprungligen framfördes 1968 av gruppen The Foundations. Låten nådde flera placeringar högt upp på topplistorna, bland annat andra plats i Storbritannien, tredje plats i USA och första plats i Kanada.
På 1980-talet gjordes en cover av låten av Torch, men den blev inte lika populär. 1995 var en ny version av låten, framförd av The Goops, med på soundtracket till filmen Mallrats, varpå den återigen blev populär.

## Listplaceringar
| Lista (1968-1969) | Position          |
| ----------------- | ----------------- |
| Irland            | 3                 |
| Kanada            | 1                 |
| Nederländerna     | 9                 |
| Norge             | 3                 |
| Storbritannien    | 2                 |
| Sverige           | 15 (Kvällstoppen) |
| Sverige           | 9 (Tio i topp)    |
| USA               | 3                 |
| Västtyskland      | 24                |